# Нино Висконти
Уголино Висконти, познат като Нино Висконти (на италиански: Ugolino Visconti, Nino Visconti, * ок. 1265 в Пиза, † август 1296 в Галура, Юдикат Галура) е съдия (владетел) на Юдикат Галура на остров Сардиния от 1275 или 1276 г. до смъртта си, господар на третата източна част на района на Каляри от 12 юни 1275 г. до смъртта си, както и капитан на народа на Пиза от юли 1286 г. до 30 юни 1288 г. и подест на същия град от май/юни 1287 г. до 30 юни 1288 г.
Наследник на основната линия на една от най-могъщите пизански династии, Висконти ди Пиза, той е роден в периода на най-голямото икономическо и културно разрастване на Пиза, по време на което градът значително разширява влиянието си върху Сардиния. Отгледан в контекста на големите семейни съперничества, през 1274 г., Нино е осъден на изгнание заедно с баща си и най-близките си роднини, завръщайки се в Пиза като победител след мира от Ринонико
След като впоследствие става капитан на народа и подест заедно с дядо си, граф Уголино дела Герардеска, той е свален от власт от заговор, замислен от архиепископ Руджиери дели Убалдини, борейки се през оставащия период от живота си да възстанови загубеното.
Обезсмъртен от приятеля си Данте Алигиери в 8-а песен на „Чистилище“ – част от поемата му „Божествена комедия“, Нино Висконти е един от абсолютните герои на историята на Пиза в края на XIII век, изразител на градската гвелфска и пропапска фракция, както и „измъченият наследник“ на бащините му злочестия, умирайки като него в опит да защити своите идеални интереси.

## Произход
Нарастващото разбирателство между семействата Висконти ди Пиза и Дела Герардеска, родено от гражданския мир от 1237 г. и израснало по време на начинанието в Каляри, е окончателно запечатано в началото на 60-те години, когато овдовелият от около 1258 г. Джовани Висконти ди Галура († 1275), съдия на Галура, се жени за дъщеря на граф Уголино дела Герардеска. Джовани е от семейство Висконти ди Пиза, едно от най-влиятелните благороднически семейства в Пиза; поколения наред неговите членове заемат длъжността vicecomes, свързвайки неразривно титлата с фамилното име на династията. Въпреки че е дъщеря на видна политическа фигура, за майката на Нино има само редки сведения, всички откъслечни и без никакви указания за нейното име или дата на раждане; не е изключителен факт, като се вземе предвид перспективата, която в повечето случаи е гледала на жените като на обикновена стока за размяна или съюз. Въпреки това, благодарение на някои свидетелства, се счита, че тя би могла да се казва Киара.
Рождената дата на Нино също е обект на постоянен дебат, тъй като не се съобщава в нито един от източниците от онова време. Традиционно се определя на 1265 г. поради документираната и вече достигнатата му зряла възраст през 1285 г.; началото на зрелостта всъщност се идентифицира в Пиза около 20-годишна възраст. Освен това точният брой на братята и сестрите на Нино също не е сигурен; те са идентифицирани във фигурите на Лапо, Гуелфо и Джиневра. По-конкретно, по-голямата част от несигурностите са относно Джиневра, за която дълго време се смята, че е съпруга на Вани ди Кортевекия-Рончони, откриването на тосканска хроника, съвременна на фактите, прави възможно да се установи, че тя е съпруга на някой си filium Domini Gentilis dedex Roma.

## Биография

### Ранни години
Първата част от детството на Нино, малко документирана, е прекарана в многобройните семейни резиденции в Пиза от рода "Casatorre" (крепост-кула с отбранителни и жилищни функции). В непосредствена близост до тях семейството му има църква, над която упражняваха патронаж, посветена на Свети апостол Филип.
Вододел в историята на Пиза и почти сигурно и в детството на Нино, са жестоките обезглавявания на 16-годишния Конрадин Швабски и на граф Герардо дела Герардеска (участвал заедно с баща му Джовани Висконти в разчленяването на Юдикат Каляри), предназначен да разстрои политическата рамка на Тоскана. Германският принц Конрадин, наследник на законната линия на Швабския дом и племенник на император Фридрих II, в коалиция с многобройните пизански гибелини, идва в Южна Италия с цел да я изтръгне от гвелфа Шарл I Анжуйски, който я е завзел след победата си над Манфред фон Хоенщауфен. Въпреки това по-големият военен опит на Шарл надделява и докато бягат, Конрадин, неговият братовчед Фридрих Австрийски и графът на Доноратико са заловени. След съдебен процес тримата са екзекутирани на днешния Пазарен площад в Пиза. Това събитие постановява издигането на бащата на Нино, проанжуеца Джовани, начело на гвелфската част на Пиза, което води до още по-голямо участие на семейството в превратностите на града. Но въпреки това Джовани поддържа умерени позиции, като избягва да заема явно враждебно отношение към тези, които обикновено са негови политически опоненти, а действа като арбитър между тосканските гибелини и Шарл I Анжуйски.

### Сблъсъци от 1270 г.
Сериозните нестабилности, причинени от конфликта, са изострени от силното съперничество, което нараства все повече между фракциите. По време на мирните преговори между Пиза, която влиза във война на страната на Хоенщауфен, и Анжуйците, тялото на Одоне Гуалфредучи, член на гибелинската фракция, е намерено пред резиденцията на бащата на Нино, причинявайки подозрение, че самият той го е убил. Обвинението произтича от факта, че Джовани грубо се противопоставя на народното линчуване на кралските убийци, като им помага да се укрият в религиозна сграда, считана за неприкосновена. Жестът на гвелфа владетел е изтълкуван от нисшите слоеве на гражданството като посегателство срещу народната воля, което предизвиква вълнение и истинска атака срещу него Няколко дни по-късно е подписан мир с Шарл Анжуйски, чийто основен поддръжник е Джовани, което дава по-голяма видимост и сила на гвелфите и което временно спира сблъсъците. Но напрежението е спряно само за кратко: най-важният сблъсък е на 1 май; верни на подеста-гибелин лица се опитват да арестуват някои мъже от групата на Висконти, преди това прогонени, за да спрат сблъсъка на фракциите. Опитът е неуспешен и хората на подеста са убити. Жестът е възприет като възмутителен от съдията, който се изправя срещу съперниците си; обаче жертвите са малко, homines parvi valoris
Вярвайки, че трябва да защитава собствените си интереси, Джовани се съюзява с другите кланове на гвелфите – тези на Капрая, Каетани, Упезинги, Дзачо, Дел Турко и Гадуби, и използва сила срещу противниците си, намирайки съпротива в тъста и в неговата фракция, Pars comitis, образувана от сем. Гуаланди, Ланфранки и Сизмонди. Сблъсъците от „Calendemaggio“ са последвани от друг бунт, подстрекаван от Гуаланди; чувайки пристигането на гибелините, главните представители на фракцията на гвелфите, водени от Джовани, заемат позиции близо до църквата „Сан Феличе“ с намерението да блокират пътя на своите противници. На искането на неговите поддръжници да излязат на площада и да се бият, като по този начин поемат контрола над Пиза, съдията отговаря: „Искам да остана такъв, какъвто съм, вместо да подлагам този град на огън и кръв“", позволявайки му да изключи, както отдавна се твърди, че предишните въстания са били подбудени от него. Въпреки помирителното му отношение противниците му все пак се обръщат към членовете на Съвета на старейшините, призовавайки ги да накажат съдията или дори да го екзекутират. Подестът, член на сем. Болонезе Андало, уплашен от фракционизма на двете партии, се опитва да посредничи. Той заповяда да извикат съдията в двореца, но Джовани, страхувайки се от евентуално нападение, отказва. След като получава пълен имунитет от подеста под клетва, той се подчинява, като поисква аудиенция на стълбите и не влиза в сградата. Всъщност в другия край на площада има заплашителни и агресивни мъже от сем. Гуаланди. След като аудиенцията приключва, чиято полза във всеки случай е минимална, Андало постановява временното изгнание на основните лица, замесени в спора, което включва и съдия Джовани, който отива във Вада, вероятно без децата си. Изгнанието обаче е много краткотрайно; след няколко седмици, вероятно чрез посредничеството на архиепископ Федерико Висконти, забраната е отменена.
Напрегнатата атмосфера обаче е неприятна за съдията; оставяйки семейството си близо до Пиза, той тръгва с мощна частна флота след Шарл Анжуйски в Осмия кръстоносен поход, пристигайки малко след смъртта на Луи IX. Според известния историк Робърт Дейвидсън участието на Шарл Анжуйски в експедицията е извършено с чисто политически цели: сицилианският суверен всъщност е имал за цел да установява властта си в Централна Италия и особено в Тоскана, където разпространява далечни истории за велики победи, които никога не са се случвали; той също слага край на конфликта след няколко месеца, като се споразумява с халифа Мохамед I ал-Мустансир и получава значителни обезщетения. Според Дейвинсън човекът, който разпространява фалшивите новини за победите на кръстоносците, е Джовани Висконти, който от името на краля се завръща в родината си.: това е още едно доказателство за лоялността на Висконти към Анжуйския дом, поддръжник на същата политическа идеология, гвелфизма; доверието, с което се ползва съдията по същото време в сицилианския висш съд, е от голямо значение.

### Нови бунтове
Въпреки горчивите протести срещу съдията в Пиза, изключително важната му роля по никакъв начин не е намалена; през 1273 г. той всъщност е назначен от общината да ръководи посолството, което отива във Витербо, за да поиска от папата опрощаване на интердикта, който тегне над града. През същата година съдията се завръща като главен герой на събитията в града; по време на посещението на новия анжуйски викарий Анри дьо Водмон той е обвинен, че е наредил убийството на Раниери ди Рамондино и Панкалдо Вака. Изневерявайки на традиционното си разстояние от владенията на о-в Сардиния, на 11 октомври 1273 г. Джовани напуска Тоскана с цялото си семейство и отива в Галура; в жеста си той е подражаван от своя тъст Уголино дела Герардеска, който напусна Пиза на 21 октомври. Тръгването на Джовани вероятно е мотивирано от желанието му да изчака успокояването на водите у дома, но то не дава желания резултат. Градската общност изтълкува жеста като враждебен и подестът дава на Анселмо ди Капрая мандат да го арестува и да го доведе в Пиза; последният, въпреки семейните връзки с Джовани, не отстъпва. Съдията, който отива с малка армия във владенията, наследени от майка му, графинята на Капрая, разположени в Гипи и Трексента, е победен от тосканските сили, подкрепени от тези на съдията Мариан II Арборейски. Рискувайки да бъде заловен, той е спасен от кораби, изпратени от крал Шарл Анжуйски, намирайки убежище със съпругата и децата си при гвелфските графове на Санта Фиора в района на Сиена, свързан с рода дела Герардеска чрез тесни роднински връзки.

### Първо изгнание
След като стигат до съюзниците на гвелфите, Джовани и семейството му сключват мирни споразумения с общинското правителство на Пиза, за да могат да се върнат в родината си.
На 29 юли 1274 г. Генералният съвет е свикан от подеста, чиято цел е да се определи позицията на общинската институция спрямо Джовани Висконти, съпругата му, децата им и граф Уголино дела Герардеска, който, въпреки че не подкрепя военно своя зет, последва отпътуването до Сардиния. Най-непримиримите противници надделяват: не само предложението за мир е отхвърлено, но Джовани, Нино, граф Уголино дела Герардеска и целият централен клон на фамилията Висконти са осъдени на изгнание, на конфискация на имуществото и на плащане на 10 000 сребърни марки на Общината. Въпреки съпротивата на подеста техните отвъдморски територии на Сардиния също са отнети; тяхното управление е поверено на Симон дьо Саси. По този начин последните членове на семейството на Нино, тогава на около 9 г., изоставят Пиза, домовете им са опустошени от плячкосване. Нино и семейството му, включително баща му, намират убежище в гвелфска Лука, където получават подкрепа за кратко. Известният писател, политик и хуманист Леонардо Бруни, известен като Леонардо Аретино, канцлер на Флоренция, в своите Истории на флорентинския народ съобщава, че започвайки от тогава acre bellum intulit Pisanis („донесе остра война на пизанците“).
Отхвърлянето на мира, предложен от Джовани Висконти, предизвиква въстанието на цялата гвелфска лига, която обявява война на пизанските гибелини. Решението на Пиза да започне война вероятно е продиктувано от желанието на администрацията да поеме процъфтяващите сардински владения на своите граждани, които, благодарение на големите си финансови възможности, са почти напълно независими от държавния контрол. Ако в действителност през предходните десетилетия е имало прогресивно приемане на автономията на големите клики, през 70-те години на миналия век публичните документи започват да се позовават по-често на клетви, които подчертават подчинението на владенията на Сардиния на Пиза. След като чуват новината за изгнанието на Висконти, страхът на всички тези лица от загубата на тяхната независимост и богатство, ги тласка да сменят страните, присъединявайки се към Лигата на гвелфите. Последният, който застава на страната на лигата, е исторически гибелинският граф Уголино дела Герардеска, който освен че управлява собствените си владения, защитава и интересите на внуците си, децата на наследника Гуелфо и Елена Швабска, дъщеря на крал Енцо. Въпреки това той се връща у дома, смятайки се за достатъчно влиятелен, за да предизвика противниците си отвътре; затворен в Палата на народа, той трябва да бяга в Лука, за да избегне подписването на писмения отказ от притежанията си.
Сътресенията, настъпили през този кратък период от време в Пиза, въпреки всичко консолидират т. нар. „Партия на гвелфите“ (pars ecclesie deu guelforum). Епитетът „гвелф“ обаче не подхожда подходящо на нито един от членовете на опозицията срещу гибелините, тъй като те не се стремят към пълното надмощие на папството, а към опозицията на проимперските власти, които се свързват отново с техните предци, които през първата половина на века се противопоставят на действията на Швабите, образувайки коалиция с папата; следователно това е наименование, напълно контекстуализирано към ситуацията в Пиза, която, както вече бе обяснено, вижда града разделен на два блока, в които лоялността към императора или папата има много малко значение, оставяйки място за „семейни традиции, древни обиди, закоравели отвращения и все още неизвършено отмъщение“.
След като поема ръководството на армиите на Гвелфската лига (съставена от мъже от комуни Лука, Флоренция, Пистоя, Волтера, Прато, Арецо, Коле ди Вал д'Елса и Сан Джиминяно), Джовани се придвижва към Монтополи ин Вал д'Арно – село, доминирано от внушителна крепост, съставена от назъбена кула, крепост и градска стена. Въпреки внушителната структура на крепостта обсадените се предават само след 12 дни обсада, на 5 ноември 1274 г. Това събитие се помни от много известния Рикордино Малиспини, гвелфски благородник, автор на Флорентинска история, завършена от неговия племенник Джакото. Джовани остава в замъка през цялата зима, организирайки последващи маневри за късна пролет; но умира на 19 май 1275 г. Нино Висконти, вероятно в същия замък Монтополи, е свидетел на смъртта не само на баща си, но и на по-големия си брат Лапо, който умира на 11 или 12 юни. Смъртта на съдия Джовани наврежда на Лигата на гвелфите, предоставяйки достатъчно място за глътка въздух на изтощения град на гибелините Пиза, който по този начин има възможност да се реорганизира.

### Завръщане в Пиза
По-малко от месец след смъртта на Джовани Висконти ръководството на Гвелфската лига преминава към неговия тъст, дядото на Нино по майчина линия Уголино дела Герардеска; след като се присъединява към войските на тосканските гвелфи, той започва нова фаза на кампанията. Още в средата на юни синовете му Гуелфо и Лото се преместват от Марема, където се простират владенията на Доноратико заедно с едноименното графство Болгери и Кастането, побеждавайки войските на Комуна Пиза на 14 юни. През юли обаче жителите на Лука окупират крепостта, разположена в днешната община Санта Мария а Монте, като подкупват папския легат, който има задачата да я пази; малко след това те напредват до Монтекастело във Валдарно. Сега все по-близо до поражението, пизанците претърпяват ново поражение близо до Ашано на 9 септември 1275 г. След застой, продължил голяма част от есента и цялата зима, войната се възобновява през пролетта на 1276 г.; гвелфските милиции пристигат на няколко мили от града, близо до големия ров на Риконико, построен, за да попречи на противниковите армии да застрашат Пиза, но те го преодоляват за кратко време. На 9 юни обсадените трябва да се предадат на Гвелфската лига.
Преговорите за мир вече са започнали през май, като Уголино Гато, юристът Уго Берчо да Вико и монахът Бартоломео ди Сан Микеле дели Скалци представляват страната на Пиза. Понеже гвелфите впоследствие преминават рова Ринонико, вълнението нараства, принуждавайки Комуна Пиза да назначи трима нови и по-авторитетни посланици – Маркуцио Скорниждани, Никола Бенини и Гуидо де Вада. Под натиска на папата – новоизбраният французин Инокентий V двете партии се срещат в палатките на лагера на гвелфите, като избират монаха Валеско дей Минори, папски нунций и епископ на португалския град Гуарда, за арбитър на 9 юни, който силно подкрепя победилата страна на владенията на Сардиния. Мирът е подписан в Ринонико четири дни по-късно в присъствието на „подестите на Флоренция, Лука, Пистоя, Сан Миниато, Сан Джиминяно и Пиза, Опицоне от маркизите Маласпина, наместника на крал Шарл Анжуйски в Тоскана, наместника на крал Шарл Анжуйски във Флоренция, подестите на Лука, на Пистоя и на Прато, заедно с D. Iohannes Ghadubi judex et D. Bavera judex de Upizzinghis sindici ...partis ecclesie seu Guelforum exititiorum de civitate pisana nec non D. Comitis Ugholini de Donoratico et Comitis Anselmi de Capraria et eiusdem Comitis Ugholini, Gherardi Vicecomitis, Taddei Comitis de Montergiale et D. Iohannis Cadobi, tutorum Ugolini et Guelfi filiorum olim illustris viri domini Iohannis, judicis Gallure...“ Този важен документ представлява първата сигурна и съвременна документална атестация, занимаваща се с Нино, по това време с неговия по-малък брат Гуелфо, който прави първото си и единствено появяване в договора. Въпреки че се споменава брат на Уголино, живял през 1288 г., тази информация е предоставена от последваща хроника и днес има тенденция да се определи датата на смъртта на Гуелфо на 1284 г., по време на битката при Таволара. Въпреки това Джиневра, (вероятно по-голямата) сестра на Нино, вероятно вече омъжена по това време, не се споменава в документа.
Най-важната клауза на мира е тази, която постановява пълното възстановяване на ситуацията преди 1273 г.: на всички изгнаници са върнати собствеността, обществените длъжности и почестите, от които са били лишени, и техните притежания са напълно възстановени (въпреки че трибутите не са поставени под въпрос). Гарантирани са им свободен вход и пълен достъп до града, „cum pace et securitate personam“. Следователно договорът отрежда пълната победа на Лигата на гвелфите, докато Нино си връща попечителството над Юдикат Галура и източната 1/3 от Юдикат Каляри, завладян от баща му почти двадесет години по-рано.
Победата на Лигата в конфликта обаче не утвърждава политическа промяна в полза на гвелфите в града. Комуна Пиза остава напълно обвързана с традицията на гибелините и освен това опозицията срещу Висконти изобщо не е смазана, нито пък отслабена, въпреки че през онези години са подписани различни мирни договори от Нино с противоположните клики: през 1276 г. с Гуаланди и скоро по-късно с Капрона. Въпреки че ровът на Ринонико временно блокира конфликта, има множество епизоди на насилие и конфликти в рамките на градските стени: през 1278 г. някой си Биндо Фарината, един от избягалите, е убит, през 1281 г. е убит Джовани Мазуоло (Висконти), през същата година месер Гуизардиня е ранен в лицето, през 1283 г. Ганибаудо, член на групата на Висконти, е осъден от капитана нанарода Гулиелмо дел Сигеси от Павия по неизвестни причини, докато в Пиза се ширят въстания.
Повече или по-малко през същия период, след оставката на Симоне де Саси, общински управител, е възможно известният монах Гомита да е поел длъжността викарий на Нино; обаче не са открити свидетелства от какъвто и да било вид за това. Първият период на управление на Нино със сигурност трябва да е бил период на приспособяване, насочен към разрешаване на проблемите, оставени открити от неговия баща и неговия предшественик Убалдо младши. По-конкретно Убладо е имал значителни дългове с Родолфо ди Капрая; на 18 февруари 1278 г. неговата дъщеря Беатриче, вдовица на Марковалдо, пфалцграф в Тоскана, диктува последните си желания, оставяйки активите си на цистерцианския манастир „Сан Салваторе“ в Сетимо. След смъртта на жената абатът напразно поисква от Нино плащане на дълга, като не го получава нито от него, нито от Комуна Пиза; след като получава отрицателен отговор, той се обръща към Римската курия през 1280 г., търсейки помощ, отново напразно.

### Пизанско-генуезки конфликт
Съперничеството между двата най-важни и проспериращи морски града на западния бряг на Италия – Пиза и Генуа има древен произход (един от първите конфликти избухва през 1165 г.); Джовани Вилани пише в своята Historie fiorentine, че много често републиките са се борили за Сардиния и че много често пизанците са имали надмощие над Генуа. Последното поражение на генуезците е във войната на Сан Саба; в Акра през 1258 г., пизанците и венецианците, с по-малко средства, но стратегически превъзхождащи, унищожават повече от половината от генуезката флота (Битка при Акра), след което срутват кулата Монджоя, която доминира в противоположния квартал, и влачейки мраморните колони на крепостта през лагуната.
Победата заблуждава пизанците за окончателно превъзходство, отвличайки ги от необходимото подсилване на градската флота. Напротив, генуезците са насърчени да се възстановят от поражението, възстановявайки изгубените кораби и обучавайки нови екипажи и армии; през август 1282 г. започва голяма операция за демонстриране на сила: над 70 генуезки галери се приближават до две мили от Пизанското пристанище, като се оттеглят едва след това, за да избегнат възможна битка. Резултатът от този жест според Джовани Вилани е възгордяването на пизанците. През следващия месец армия от 35 тоскански кораба под командването на Гуиничело Висконти пристигат пред пристанището на Генуа, хвърляйки стрели и камъни по кея; след като прави това, флотата се отправя към родината, но на половината път, в открито море, е изненадана от голяма буря, която кара повечето от корабите (23) да потънат. Загрижеността в Пиза е такава, че Вилани не се поколебава да напише, че това събитие е предвестник на „бъдещите щети на пизанците“.
Междувременно генуезците продължават да оборудват нови плавателни съдове; както обикновено не се случва, в този контекст генуезкото население е обучено в битка, като до голяма степен се отказва от наемането на специализирани, много скъпи наемници; тази промяна, заявява Вилани, превръща генуезците в „смели и дръзки в морето и експерти“. Междувременно Пиза се опитва да реорганизира силите си: на 31 декември 1283 г. съюзът с Венеция е подновен, като същевременно е създадена нова флота, начело на която е поставен граф Фацио дела Герардеска, с престижната титла „генерален военен капитан“. Така през май тосканската армия, съставена от 24 или 34 кораба, водена от Симоне Дзаки (или Гуидо Джакия), оградена от граф Фацио, се насочва към северния бряг на о-в Сардиния. Тук, не много далеч от днешна Олбия (по това време Теранова), близо до остров Таволара, галерата, на която пътува дела Герардеска, изолирана от другите, среща генуезката флота, водена от Ариго Де Мари и Моровело Маласпина (някои източници включват също Ламба Дория, Бендето Дзакария и Антонип Узодимаре). Генуезката армия е в явно малцинство (петнадесет галери и два галеона), но когато се включват в битка, след като се преместват в морето, те надделяват над Пиза. Някои лодки са подпалени и потъват, докато много други са пленени; Броят на затворниците също е огромен – от няколкостотин до над 1500 (включително генералният капитан).
Поражението, с последвалото пленяване на генералния капитан, хиляди мъже и десетки кораби, предизвиква тревога и емоции в Пиза, а последствията не закъсняват: действащият кмет Герардо Кастели да Тревизо е свален от власт, заменен от венецианеца Албертино Морозини, благороден и уважаван генерал, както и политически експерт, който е заемал престижни позиции в родината си и е бил граф на Задар от 1273 до 1276 г. През юни той е назначен за лорд-генерал на Морската война с широки правомощия, частично споделени със сина му Марино (или Мартино, според пизанските хронисти). Тосканският опит за отмъщение кара Република Пиза да погълне огромна сума пари; освен това отделните консорциуми поемат инициативата да въоръжат значителен брой частни военни галери, които предоставиха на разположение на армията: 11 кораба са оборудвани от сем. Ланфранки, 6 от сем. Каетани, Гуаланди и Леи, 5 от Упезинги, 4 от Орланди, 3 от Сизмонди и Висконти.
След като значителният флот е възстановен, Алберто Морозини поверява командването му на Андреото Саречено Калдера, тъст на Мариан II Арборейски, който става новият генерален капитан. С цел да атакува Генуа и нейното пристанище, венецианският кмет отива да патрулира край вражеското крайбрежие, като отново хвърля сребърни стрели върху кея на вражеския град. Лигурска хроника разказва, че когато Морозини се приближава до Генуа с кораб, лодка с бял флаг се приближава до него, водена от великолепно облечен глашатай, който го разубеждава да атакува незабавно. Днес обаче причината за забавянето на Пиза се определя като внезапна буря, която застига тосканската флота в Тиренско море, блокирайки я за няколко дни. Когато пристигат сутринта на 31 юли 1284 г., има само малък брой лодки за защита на Генуа, водени от способния Оберто Дория, капитан на народа, но в силно числено по-малко превъзходство; за да избегне поражение, той решава да се оттегли, чакайки подкрепления. Подкрепленията пристигат вечерта под командването на Бенедето Дзакария и принуждават Морозини и Андреото Сарачено да се върнат по криволичещ път в Тоскана, преследвани от Дория: след като продължават към Ривиера ди Поненте, те се насочват към Корсика, откъдето след кратко спиране стигат до устието на река Арно.

### Битка при Мелория
Пизанският флот се завръща у дома в началото на август, за да поправи повредените кораби и да изчака подкрепления от Пьомбино. Вместо това генуезката армия е разделена на две части, едната водена от Бенедето Дзакария, а другата от Оберто Дория, който решава да действа много бързо, като се увери, че не позволява на противниците си да възстановят силите. Вечерта на 5 август значителна генуезка флота се появява във водите на Пиза, недалеч от Мелория. От двамата му командири (Дзакария и Дория) бива подреден в два реда: корабите от първия ред са накарани да развият платната си, докато тези от втория ред ги махат, карайки хората да вярват, че това са обикновени кораби, натоварени с припаси, а не въоръжени мъже. По-късно част от лодките се скриват зад остров близо до устието на залива, където днес и по онова време се издига кулата Мелория. Но въпреки че вероятно осъзнава недостатъчността на предоставените му средства, Морозини предприема рискована стъпка, залагайки всичко на собствените си способности и репутацията си на велик стратег.
След нощ на непрекъснати и непрекъснати приготовления, флотата на Пиза е разделена на различни групи: първата, съставена от около 40 галери, е подчинена на подеста Морозини; втората, под командването на Андреото Сарачено, тъст на Мариан II Арборейски, от 25 – 30 галери, е поставена в резерв; третата, воден от Уголино дела Герардеска, с по-малък брой и качество, е поставен да охранява и защитава пристанището. Силата и ефективността на армията е почти изцяло поставена в галерите, които този ден са по-голямата част от плавателните съдове на Пиза. Тези обикновено дълги повече от 40 метра и винаги широки по-малко от 6 метра, са главно биреми и триреми.
Следобед Морозини заповяда на флотата да напусне устието на река Арно, уверен в начинанието водено от Калдерата и напълно неподозиращ за присъствието на голяма група противникови кораби, водени от Дзакария. Около девет часа, по тъмно, двете армии се сблъскват. Андреото Сарачено-Калдера, вярвайки, че врагът е изтощен и че следователно съдбата на битката вече е напълно решена, дава заповед за атака преждевременно, оставяйки само Уголино дела Герардеска да защитава пристанището. В същото време Дзакария решава да се възползва от възможността, като се насочва изненадано към устието на реката; този ход хваща Сарачено-Калдера и неговите капитани неподготвени и те решават или да подкрепят трудните маневри на подеста Морозини, или да се борят за пристанището, или дори да спрат, без да направят никакво движение на бойното поле. Предвид ограничената наличност на кораби, всички действия се провалят, което води пизанците до най-голямото поражение в тяхната военна история.
При т. нар. „абордажи“ генуезците използват сапунени смеси, което прави почти невъзможно нападнатият екипаж да може да стои стабилно в изправено положение, като по този начин е улеснено тяхното поражение. В същото време граф Уголино дела Герардеска, осъзнавайки много сериозната грешка, допусната от другите капитани, решава да не отстранява корабите под негово командване от пристанището, за да избегне безполезни кланета; този ход кара той да понесе множество обвинения в предателство. Междувременно военните действия се преместват в сърцето на Пизанската формация: лигурските галери изстрелват огнени стрели от катран, масло и сяра към тосканските кораби, разрушавайки противоположните мостове с камъни, изхвърлени зад борда от скъпи катапулти. Въпреки това жестът, който окончателно бележи победата на генуезците, е качването на кораба на подеста Морозини, хванат в капан от две вражески галери, свързани заедно с дълга верига. Затова Дзакария издава заповед на своите кораби да настъпят, отрязвайки мачтата на галерата на пизанския командир Максим, който впоследствие е заловен.
Не всички източници са съгласни относно резултата от поражението при Пиза: сигурното е, че около три четвърти от тосканската флота е загубена, включително пленени и потопени лодки. Ронсионската хроника съобщава, че на 6 август армията на Пиза е загубила 28 галери; Гуидо да Корвая в своя труд Libri memoriales заявява, че пизанците е трябвало да се изправят пред загубата на повече от 30 лодки; анонимният автор на Fragmenta historiae pisanae пише, че Пиза е трябвало да се изправи пред залавянето на 27 галери, 11 000 затворници и 1285 жертви. В Пизанската хроника се посочва, че генуезците са завзели 23 галери; въпреки това Якопо Дория, син на капитан на народа и важен представител на генуезката аристокрация, не споделя същото мнение и в своите Анали (1293) припомня, че пленените противници на Мелория са били 9272, а падналите тосканци са били около 5000, а пленените корабите 29. Цифрите също се различават по отношение на затворниците: Толомео да Лука (Tholomei lucensis annales) посочва 10 000 души, докато Джовани Вилани ги увеличава на 16 000 души.
Някои смятат за вероятно, че в момента, в който се е състояла битката, Нино Висконти, все още непълнолетен, е бил в своите владения на Сардиния, в Галура, в Теранова – историческото седалище на неговия род Тази теория обаче няма историческо потвърждение и изглежда нелогично той да е направил опит за пресичане в месеците на сблъсъка при Таволара, по време на който пътуването би било рисковано. Вместо това се предполага, че признанието, дадено му през следващата година, т.е. това на политически лидер на семейство Висконти и следователно на решаваща фигура в събитията в Пиза, произтича от харизмата и мъжеството, демонстрирани в битката при Мелория. Тази теория се подкрепя и от документацията, която потвърждава значителното участие на неговата група в сблъсъка. Поражението натежава стратегически повече за Нино, отколкото за други аристократи: трудността при достигането на собствените островни земи на запад също наврежда на търговията, която е определящ фактор в икономиката на Галура.

### Формиране на гвелфска лига срещу Пиза
Както може да се очаква, битката при Мелория предизвиква икономическа криза в Пиза с катастрофални последици. Подобно на Нино Висконти, много богатите търговци от Пиза, особено влиятелни в района на Левантинско море, виждат възможността да се отправят към родината, хваната в капана на генуезката хватка, заедно с които на терена идват местните съперници на Пиза. Търговската криза е придружена от демографски срив, причинен от хилядите мъже, които загиват в сблъсъка или са взети в плен.
През есента на 1284 г. Лука, Флоренция и Генуа сключват 25-годишен съюз срещу Пиза, подписвайки на 13 октомври в Рапало тайно споразумение. Нино Висконти, тъстът му Уголино дела Герардеска и съответните им котерии са изрично поканени да се присъединят към лигата, с ясно изразена гвелфска ориентация; на тях също им е предложено лигурско гражданство, при условие че се закълнат във вярност към Генуезката република, предадат феодалните си владения на морския град и се бият срещу Пиза според волята на генуезците. Офертата е презрително отхвърлена с последващото одобрение на много историографи от 19 век, включително Раниери Граси, който отбелязва в своята работа Историческо и художествено описание на Пиза и околностите ѝ, че: „Никой от пизанските гости обаче не се съгласи да убие бащата, ненавиждайки унищожаването на родината си.“
В същото време генуезците решават да отхвърлят исканията за освобождаване на затворници срещу плащане на откуп, с цел да премахнат въоръжените сили от Пиза възможно най-дълго. Само бившият кмет Алберто Морозини е освободен след натиск от страна на тримата венециански посланици, които пристигат да го спасят; въпреки това той е принуден да се закълне, че никога няма да участва в политическия живот на Пиза, отваряйки вратата на Нино Висконти и на дядо му към върха на републиката.

### Политическа дейност

#### Изкачване на власт на дядо му Уголино
След битката при Мелория Пиза се оказва в катастрофална ситуация, утежнена от дългата традиция на вътрешни битки между съперничещи семейства. Въпреки това трудността на момента изисква бързо решение, което изгнаният и подал оставка подест Алберто Морозини вече не е в състояние да осигури. Отказвайки се от традицията да поверява поста на подеста на чужденец, който не е гражданин на Пиза, общината решава да предаде най-високото място в ръцете на политик с голям опит и влиятелни роднини, Уголино дела Герардеска, по времето на граф на Сетимо и Доноратико, дядо на Нино по майчина линия. Благодарение на избора, направен от изгнаниците по време на първата война, той изглежда изключително близък до гвелфите на своя внук, както и до най-могъщите тоскански общини, заедно с които се е сражавал. Голяма подкрепа за задачата, дадена на Уголино, оказват затворниците в генуезките затвори (сред които е Фацио дела Герардеска, убеден гибелин), които виждат в него възможността за бързо и неизбежно освобождаване. В негова полза е репутацията му на железен рицар, като умел преговарящ, добре познатата му командна способност и енергията, която е вложил в политическата си дейност. На събранието градският съвет единодушно го избира за нов подест.
Началото на неговото управление е на 18 октомври 1284 г. в атмосфера на несигурност поради създаването на новата лига на гвелфите, на която се надяват Уголино да сложи край. Силната убеденост, с която всички фракции го определят за свой водач, изяснява неоснователността на тезата, според която дядото на Нино е бил смятан за предател от фракциите. За да постави началото на движението към политика, ориентирана към гвелфите, Пиза на Уголино предава ключовете на града на папа Мартин IV, бивш канцлер на Франция и марионетка на най-важния съюзник на групата на Висконти, Шарл Анжуйски. Очертавайки политическата си линия с още по-голяма яснота, граф Уголино назначава младия Нино за свой секретар. Той незабавно влага всичките си усилия в опит да разхлаби хватката, която се затяга около Пиза, новата лига на гвелфите. След като получава второ одобрение от Общината, с извънредно удължаване на мандата му като кмет на десет години, Уголино започвна преговори с конкурентни градове; за да укрепи споразуменията, той лично отива във Флоренция, където бързо успява да договори отделен мир, избягвайки конфликт. За да получи това, цената е висока: той трябва да върне замъците във Валдарно на Флорентинската република и тези на Биентина, Рипафрата и Виареджо на Лука. Той също така отстранява лидерите на гибелините от града и насърчава формирането на въоръжени групи от народна инициатива.

#### Диархия
Според историографската традиция, в края на 1285 г., вече пълнолетният Нино Висконти е свързан от дядо си с двете най-високи общински длъжности – капитан на народа и подест. Според това, което често се казва, графът на Доноратико, въпреки амбицията си, предвид напредналата си възраст, решава в този период да установи своя наследник предварително, в очакване на преждевременната си смърт. Считайки го за подходящ, дела Герардеска отзовава племенника си Нино от Сардиния. Според тази честа реконструкция младият съдия е имал силно желание (дори в месеците преди пълнолетието си) да заема престижни постове в общинската управа, оказвайки натиск върху дядо си да получи желаните позиции. Страхувайки се от сблъсък с него и фракцията, която го подкрепя, Уголино се съгласява да го присъедини към себе си в управлението. В този контекст историкът Фламинио Дал Борго възхвалява Нино, възхищавайки се на характера му и възхвалявайки моралното му превъзходство в сравнение с дядо му; всъщност, освен че се изравнява с него „по яснота и благородство по рождение“, той далеч го надминава „по доблест и доброта на характера, с което той също така получава голямо последователи и благоволение от хората и приятелите“.

##### Капитан на народа (1286) и подест (1297)
Историческите документи обаче се противопоставят на версията, която поставя датата на раждане на диархията на Нино и дядо му Уголино през 1285 г. Първият акт, който установява Нино като упражняващ единствената роля на капитан на народа, датира от юли 1286 г., докато в края на предходната година той е просто частно лице. Анонимният автор на Fragmenta също подкрепя най-новата теза, посочвайки в работата си, че общото управление е продължило 18 месеца. Следователно документалните доказателства са в съгласие с тезата, че Нино е назначен за капитан на народа през юли 1286 г. Въпреки това бързо е постигнато пълно споделяне на максималните правомощия, особено водено от групата на Нино. В късната пролет на 1287 г. съдията на Галура всъщност е избран за подест и капитан на народа за срок от 10 години.

##### Управление
Има дискусия относно легитимността на асоциацията на Нино от неговия дядо Уголино. Всъщност не изглежда ясно дали това назначение произтича от автономната власт на подеста, който вече е в длъжност, или се основава на „конституционните“ разпоредби на републиката. Въпреки това от началото на мандата си диарсите поемат извънредни правомощия, с възможността да манипулират тогава действащите закони с максимална свобода.
Сред първите действия на тяхното правителство е прехвърлянето на Комуна Флоренция на важните крепости, разположени в Понтедера, включени сред ограниченията, дадени от Флоренция, за да не се намесва в полза на Генуа срещу Пиза. Този жест, както и прехвърлянето на суверенитета на някои крепости в Лука по същите причини, винаги е бил обект на спорове, тъй като се смята за доказателство за предполагаемо предателство, извършено от Висконти и неговия дядо. В действителност, както свидетелстват различни съвременни източници или източници, близки във времето до фактите, те показват как разрушаването на тези крепости от пизанците е било решаващо за предотвратяването на конфликта с Генуа да стане твърде неуправляем. Двамата Уголини поверяват мандата да преговарят за трансферите с Флоренция преди 29 октомври 1287 г. на Герардо Висконти, Марзуко Скорниджани и Панокия дела Сасета. През следващите седмици замъкът на Понтедера е прехвърлен на Флорентинската република. Не е сигурно обаче кои крепости са били обект на преговорите: според някои това са били Фучекио, Кастелфранко, Санта Мария ин Монте, Санта Кроче и Монтекалволи, докато според други само Понтедера и Калчиная. Въпреки това се стига до заключението, че в този случай диарсите не действат от лични амбиции или политическа близост с флорентинците, а за да гарантират по-добри условия за война за град Пиза.

##### Законодателство и строителна политика
Имайки неоспорима власт в ръцете си (диарсите са по-висши от всяка друга длъжност или организация), както вече се очаква, двамата Уголини променят радикално административната структура на Комуна Пиза, особено във владенията на тосканските благородници в Сардиния, формално подчинени на „метрополиса“ на река Арно. Сред първите им мерки всъщност е промяната на разпоредбите относно земите на Сардиния и по-специално Каляри. От 1230 до 1256 г. само един кастелан е бил базиран в Кастел ди Кастро, но по време на войната срещу Юдикат Каляри техният брой е увеличен на двама; те са подпомагани от съдия (наричан още асесор), назначен от Съвета на старейшините на Пиза. Тези критерии са коригирани от Brevi pisani Communis, който признава, наред с други неща, правото на някои отвъдморски градове да имат автономни закони и администрация. Всъщност диарсите са тези, които предоставят тази по-голяма независимост, които през 1286 г. публикуват някои „колони“ от Brevi pisani Communis, което позволява на Каляри да се оборудва със собствено Кратко описание и което променя методите за избор на кастеланите. Някои разпоредби всъщност забраняват на ректора на Каляри да бъде верен на или да се ползва от услугите на Сардинските владения; двамата Уголини премахват този закон и наистина постановяват назначаването на кастеланите да принадлежи на подеста и капитана на народа, а не на Съвета на старейшините. Тази модификация представлява сериозна атака срещу властта на Старейшинството, съставено от основните пизански семейства, които в крайна сметка сами избират членове на Съвета в офиса на Каляри; престижната роля е предоставена на Гуелфо дела Герардеска, син на графа и вуйчо на самия Нино, и това предизвиква конфликти не само с аристокрацията и големите котерии, но и между двамата диарси: всъщност се разбира, че че двайсетгодишният съдия от Галура вероятно не е оценил високо назначението на могъщия си вуйчо, който придобива водеща роля в управлението на пизанските земи на острова.
Техният ангажимент също е значителен в градската реорганизация на Пиза: арсеналът е укрепен и стените на Пиза с техните ровове са завършени и т. нар. „убежища“ за галери са построени. Те строят нова кула и издигат други, съединявайки портата на „Сан Марко ди Гуацалонго“ с камбанарията на Сант'Андреа в Кинзика с участък от стени, както е планирано от 1284 г. По тяхна заповед е завършен мостът Понте дела Спина, започнат през 1262 г., много улици са павирани, изградени са каменни стълби за достигане до реката. Двамата Уголино нареждат профилактика на градските канализационни тръби. Местността Палудоцери пресъхва и там по-късно са построени къщи.
Най-важната законодателна модификация на Уголино и Нино е изготвянето на нов конституционен кодекс, резултат от сливането на Breve Communis и Breve Populi; тази реформа е повлияна от тези, приложени през същия период от Обицо II д'Есте във Ферара, бъдещият тъст на Нино. Реформаторските работи очевидно довеждат до преразглеждане на текстовете, което е завършено през 1287 г., когато двамата Уголини вече са кметове. Всъщност в края на произведението е посочено, че е трябвало да бъде копирано в два тома с равни размери, за да бъде предадено на d.nus comes Ugolinus, potestas и d.nus Iudex Gallurensis, potestas. Новият кодекс бе разделен на четири тома, които се занимаваха с различни теми: „правомощия на различните градски служители“, методиката на тяхното избиране, правомощията на кметовете, привилегиите, гарантирани от общината, „наказателни разпоредби“, „общинска полиция“. наредби“, правила относно поддръжката или изграждането на обществени паметници, като Пизанското монументално гробище, чието строителство започва през 1277 г. от архиепископ Федерико Висконти. Няколко глави разглеждат владенията на Сардиния: De castellani, iudici et notariis Castelli Castri (LVI), De burgensibus Castelli Castri (CXLVIII), De non permictendo fieri devetum (CLV) и De selectione potestatis et notarii de Sassari (CLXXV) в първата книга, докато De callaribus Stagni (VII) се намира в четвъртия том. Нововъведенията в съдържанието на кодекса обаче са малко, докато защитата на притежанията на Нино от „Opera di Santa Maria di Pisa“ е препотвърдена.
Особено внимание е отделено на една от ролите, изпълнявани от Нино – тази на капитан на народа, чиято власт е регулирана от Breve Compagniarum Pisani Communis. Текстът, преработен във фазата на диарсите, се занимава с настоящите правила относно клетвата на органите на съдебната система на Пиза, характеристиките на техните роли и „правилата на антимагнатското законодателство“. Вътре в Compagniarum има глава, LXXIII, De Donno Mariano; въпреки че съдържанието на раздела е изгубено, Франческо Бонайни изказва хипотезата, че привилегиите са били дадени на арборейския съдия Мариан II, особено видна фигура в политиката на Пиза по това време.

##### Антинародни политики
По време на тази фаза Нино има възможност да изясни ясно своята аристократична и антинародна политическа ориентация, тоест противник на бързо нарастващата буржоазна класа. Заедно с дядо си, чрез законодателни средства, той се опитва да спре влиянието на корпорациите, седемте основни гилдии и трите ордена на вълната, морето и търговците. Тази социална класа, водена от най-могъщите представители на търговската и занаятчийската буржоазия, ръководи Общината в продължение на десетилетия, поставяйки в неизгодно положение големите благороднически семейства, включително Висконти. Тук също влиянието на бъдещия тъст на Нино е забележимо: диарсите отнемат цялата автономия на изкуствата, чийто устав трябва да бъде одобрен от законодателните събрания в ръцете на двамата Уголини, както се слува със заповед на Обицо II д’Есте във Ферара. Те са още по-сурови с корпорациите: наложиха пълното им разпускане и забрана за тяхното възстановяване.
Въпреки това, за да ограничат влиянието на основните гилдии, освободени от най-суровите санкции, диарсите предоставят полагащите им се места в Съвета на старейшините (четири) на всички практикуващи „буржоазни“ дейности, а не само на фракциите, които така те се виждат лишени от единството в политическите решения, които ги характеризират. Единствената от гилдиите, който не е лишена от традиционни привилегии, е тази на търговците, която запази вътрешната си организация. Тези мерки, подкрепени от много историци, имат за цел да привлекат симпатиите на плебса, търсени също чрез специални амнистии, като тази, предоставена на всички глави на граждански семейства, които притежават недвижими имоти.

##### Брак с Беатриче д'Есте
През 1287 г. Нино, по това време един от най-важните политици на италианския полуостров, се жени за Беатриче д'Есте, дъщеря на гореспоменатия маркиз Обицо II. Предполага се, че Нино и бъдещата му съпруга са се срещнали през септември 1282 г. по повод сватбата, състояла се във Ферара на римлянката Джована Орсини, племенница на папа Николай III, с Ацо, по-големия брат на Беатриче; всъщност всички основни представители на италианската и пизанската аристокрация на гвелфите участват в церемонията. Това, което е сигурно е, че бракът не се е състоял през 1276 г., както твърдят някои учени от 19 век, нито през 1288 г.: ако първата дата няма никакви удостоверения и се опровергава от други, втората изглежда малко вероятна поради политически катаклизми, които засягат Нино през този период.
Според известния Джован Батиста Пиня, секретар на херцога на Ферара Алфонсо II и коментатор на Бесният Орландо на Лудовико Ариосто, в неговата Historia de Principi di Este, маркиз Обицо II омъжва Нино за Беатриче, за да гарантира цялата част от тосканските гвелфи да се сприятели с него, за да си сътрудничи политически с всички големи градски центрове отвъд Тоскано-Емилианските Апенини. Във всеки случай вече има приятелски връзки между семейството на Нино и семейството на Беатриче: гореспоменатият архиепископ Федерико Висконти, главен герой на политическите събития в Пиза през 1270-те години, е капелан на папа Фиески, преди той да стане папа, и именно на него той дава седлото, дадено му от съдията на Арбореа Вилхелм от Капрая по време на посещението му в Сардиния през 1263 г.

##### Авторитарни реформи
Следователно в периода на диархията има решителен опит да се увеличи властта в ръцете на фигурата на подеста (кмета). От 1284 г. дядото на Нино всъщност се движи в тази посока: ако преди това подестът е бил човекът, изпълняващ решенията, взети от Съвета на старейшините, Уголино се уверява, през есента на годината на битката при Мелория, че може да се възползва от публични правомощия, в някои случаи дори изключително. Когато през късната пролет на 1287 г. Нино също поема максимални правомощия, Комуната става сеньория, като капитанът на народа и подестатът са свободни да нареждат каквото пожелаят. Двамата дори стигат дотам, че нареждат Съветът на старейшините да не може да дава частни аудиенции без тяхно присъствие; поради тези реформи, определяни като тиранични, управлението на Нино и неговия дядо често е било наричано авторитарно, като също се обръща внимание на формите на „непрекъснато демонстриране на абсолютизъм“, открити в техните законодателни текстове.

##### Съперничество с Уголино
От началото на опита от управлението на диархията възникват конфликти между двамата Уголино дела Герардеска и внука му Нино: самото назначаване на Нино за капитан на народа и подест произтича от натиска му, подтикван от неговата фракция. Въпреки това от самото начало съдията от Галура Нино, въпреки че номинално е на същото ниво като дядо си, се вижда низведен до подчинена функция, причинена от липсата на политически опит, в сравнение с дългогодишния опит на дядо му. Отстъпването на Понтедера на Комуна Флоренция, постановено през 1285 г., но което всъщност се състои едва през 1287 г., е силно подтикнато от Нино, който, виждайки флорентинците като съюзници, години по-късно намира убежище при тях. Този контраст води до решението на Нино временно да отиде в Сардиния, за да управлява администрацията на неговите обширни земи; малко след това дядото самостоятелно решава да постави сардинския град Каляри под управлението на сина си Гуелфо. Нино вижда заповедта на своя предшественик като опит да ограничи правомощията си, поставяйки се, заедно с Анселмо ди Капрая, на негова страна, във все по-критично отношение към граф Уголино.

##### Убийство на Гано Скорниджани и край на първата диархия
През 1287 г. съперничеството между двамата диарси завършва в кръв. Гано (или Джано) Скорниджани, син на известния пизански дипломат Марцуко, е убит по улиците на Пиза. Авторът на убийството не е сигурен: ако според някои източници убиецът е Бечо да Капроне, повечето от подкрепят тезата, според която това е Нино Бригата, син на Гуелфо дела Герардеска, племенник на граф Уголино и първи братовчед на Нино. Хрониките обаче единодушно отбелязват, че подстрекателят е Уголино. Това е така, защото Скорниджани е бил привърженик на младия диарх и исторически семейството му е имало многобройни кръвни връзки и съюз с Висконти, дотолкова че самият убит мъж е служил в редиците на съдия Джовани Висконти през 1273 г. на о-в Сардиния.
Според докладите от онова време Бригата убива Скорниджани по Лунгарно, връщайки се у дома, удряйки го с меч; някои версии гласят, че тялото на жертвата, по заповед на граф Уголино, дори е щяло да бъде оставено край пътя, обезглавено, със заповед никой познат да не се доближава до него. Само „преоблеченият“ баща на Скорниджани, който тогава се е оттеглил към религиозен живот, се обърнал към подбудителя на убийството на сина си, възрастния архиерей, и му казал „Искаш ли, господарю, нещастникът да бъде погребан само защото вонята, която идва от него, не притеснява близостта ти“; графът, след като го разпознал и бил впечатлен от хитростта му, му позволил да направи това, което най-много искал, с измъченото тяло на сина си. По-разпространена е версията, имплицитно взета от „Божествена комедия“ на Данте, според която Марцуко, облечен в дрехата на малките братя, се приближил до трупа на Джано, възклицавайки фрази за прошка към присъстващите и целувайки ръцете на самите онези, които са го отнели от него малко преди това, „заставайки между Герардеска, все още окървавени, и Висконти, жадуващи за отмъщение“. Събитието е запомнено в някои коментари върху поемата на Данте в 33=та песен на „Ад“, сред злоупотребите, извършени от възрастния диарх Уголино по време на неговия мандат, докато душата на самия Джано е срещната от автора в 6-а песен на „Чистилище“.
Последиците от покушението се усещат веднага, прераствайки в истински открити сблъсъци. В Бути въоръжените мъже на граф Уголино и съдия Нино хващат оръжието; благодарение на намесата на гвелфите от Лука Висконти имат надмощие и след като завладяват замъка, гонят привържениците на Уголино от селото. След това центърът е предаден на Комуна Лука, която може свободно да го използва. Намерението на Нино е да свали дядо си, чиито тиранични нагласи той вече не може да търпи. В същия период, в който се случва всичко това, съдията нарежда на Андреото Скачери да отиде в Сардиния, с цел да убеди съдия Мариан II Арборейски да се присъедини към заговора, който има за цел да свали граф Уголино. Угололино дела Герардеска е поставен в лоша светлина от неговия съперничещ племенник, който е принуден да се откаже от позициите си от аристократичните семейства, докато чака завръщането на мъжете, които все още са арестувани в генуезките затвори. Приорите на гилдиите, заедно с другите служители на републиката, страхувайки се от враждата, оказват натиск както на Нино, така и на дядо му да напуснат управлението. Така през декември 1287 г., след като подава оставка като капитан на народа, Нино изоставя службата на подест при граф Уголино.

##### Завръщане на власт
За да замени тези, които подават оставка, човек от Бергамо е поставен на върха на Комуна Пиза на име Гуидочино де Бонджи, вече участвал в администрацията на град Пиза в миналото. Въпреки назначаването на нов подест политическата ситуация остава изключително напрегната: Лука, вярна на гвелфското си призвание, изпраща голям брой пехота и коне при Нино под ръководството на капитан Якопо Морлаки; цяла рота пристига от Флоренция, за да подкрепи Нино Предвид осезаемата нестабилност управлението на района на Бергамо е краткотрайно: сред основните преки причини е арогантността на граф Уголино. През пролетта на 1288 г. Гуидо Спецаласте, поддръжник на графа, е арестуван за това, че е обикалял въоръжен в центъра на града. Граф Уголино, оставяйки настрана статута си на частен гражданин, нарежда на подеста да го освободи незабавно. Но той отказва предвид задължителния характер на закона. Уголино, с оръжие в ръце, окупира Общинската палата и Народната палата със своите последователи; веднага след това той нарежда на подеста на Бергамо да напусне Пиза в рамките на следващите 24 часа. Бързо, благодарение на дипломатическите си умения, той успява да получи одобрението на основните семейства и архиепископ Руджери, но трябва да допусне Нино отново до върха на администрацията на търговската империя на Пиза. Fragmenta historiae pisanae auctore anonymo отбелязват, че съдбата се е проявила пред диарсите през този ден: всъщност се казва, че когато двамата отишли в кметството за селището, конете им се изправили лошо. Така Нино и дядо му навлизат в последната фаза на своята диархия, предопределен за драматичен край.

##### Преговори с Генуа
Още от самото начало, след битката при Мелория, многобройните пизански затворници, държани в затворите на Лигурия, оказват натиск върху политическите лидери в родината си, за да осигурят тяхното освобождаване. Оберто Спинола, капитан на генуезкия народ, не само настоява за възможно най-бързото решение, но позволява на най-влиятелните благородници, заловени по време на голямата битка от 1284 г., да сформират легация, която да убеди правителството на Пиза Тези усилия са ясно противопоставени от семейство Дория, което прибягва до убийство, за да надделее. Назначаването на Нино като капитан на народа и подест е отчасти резултат от волята на затворниците, които го виждат като свой защитник. Всъщност, откакто се появява в новините след Мелория, Нино повтоаря желанието си да ги освободи на всяка цена, дори евентуално прехвърляне на град Каляри.
През 1286 г. той е назначен, заедно с дядо си по майчина линия Уголино дела Герардеска, за капитан на народа на Република Пиза. През 1287 г. Нино поема титлата на подест на Пиза и започва да сключва споразумения с гибелините и могъщия архиепископ Руджери, но малко след това отмъщението на граф Уголино, който възобновява и централизира службата на господар на Пиза, го принуждава да бягство и изгнание (1288).
След това той се опитва да насърчи инициативи срещу гибелините в Пиза от комуни Генуа, Флоренция и Лука. Неговото дълбоко приятелство с младия Данте Алигиери също се ражда, вероятно в този период, във Флоренция.
Докато Нино е често в Пиза, сардинският монах Гомита е негов наместник в Галура, но по-късно Нино го обесва за корупция: Данте го включва сред продажниците в 22-ра песен на „Ад“
През 1293 г. съдия Нино отново е изгонен от Пиза, но през следващите години той все още търси подкрепа срещу правителството на Пизанската република в Лука, Флоренция, Сан Джиминяно и Сиена.

### Смърт
Отивайки в Галура, Нино умира през 1296 г. на около 31-годишна възраст, и моли сърцето му да бъде запазено не в Пиза, а в Лука (в църквата „Свети Франциск“), по това време в ръцете на гвелфите. Тялото му почти със сигурност е погребано в пизанската църква „Свети Франциск“, където лежат и други Висконти ди Пиза и дела Герардеска, включително неговият дядо Уголино.
С неговата смърт владенията му са наследени от дъщеря му Джована, дете по това време, която управлява Галура чрез намрстници поне до 1308 г., когато Пиза прави окончателна окупацията на сардинските земи, принадлежащи на Висконти.
Вдовицата на Нино Висконти, Беатриче д'Есте, дъщеря на Обицо II д'Есте, господар на Ферара и Модена, и Якопина Фиески, се омъжва за Галеацо I Висконти, господар на Милано, като втора съпруга. Единствената дъщеря на Нино, Джована, израства в Милано, омъжва се за Рицардо II да Камино, владетел на Тревизо, и прехвърля номиналните си права върху сардинския Юдикат Галура на своя полубрат Ацо Висконти.
Нино Висконти е запомнен от Данте Алигиери като "giudice Nin gentil" в Песен 8 на „Чистилище“.

## Обяснителни бележки
1. ↑  На 7 април Джовани е нападнат от група обикновени хора, от които е сериозно ранен; впоследствие същите се опитват да подпали резиденцията, предназначена за настаняване на Нино и семейството му, но са отблъснати. В Tamponi p.163.
2. ↑  Хрониките не са съгласни относно реалните политически позиции на убития; Ронсионската хроника, стр.87, предполага, че Висконти са го елиминирали, но други тълкувания поддържат, че Биндо Фарината е бил вместо това от Висконти, като по този начин се предполага, че той е принадлежал на тяхната котерия. В Tamponi p.214..